# Jahmesz Szitaiet
Jahmesz, más néven Szitaiet (ỉˁḥ-ms s3-t3ỉ.t, „A Hold gyermeke, Taiet fia”) ókori egyiptomi nemesember, Kús alkirálya volt a XVIII. dinasztia első két uralkodója, I. Jahmesz és I. Amenhotep fáraók alatt. Valószínűleg ő volt Kús (Alsó-Núbia) első alkirálya, bár lehetséges, hogy Jahmesz fáraó egy fia már korábban betöltötte ezt a pozíciót. Szitaiet előtt, úgy tűnik, Hórmeni, Nehen polgármestere tartotta a kezében a hatalmat ezen a területen.
Egy fia ismert, Jahmesz, más néven Turo, aki valamikor I. Amenhotep uralkodásának első éveiben átvette tőle az alkirályi pozíciót. A rang nem öröklődött automatikusan, Turo fia, Patjenna már nem lett alkirály.

## Fordítás
- Ez a szócikk részben vagy egészben  az   Ahmose called Si-Tayit című angol Wikipédia-szócikk ezen változatának fordításán alapul.  Az eredeti cikk szerkesztőit annak laptörténete sorolja fel. Ez a jelzés csupán a megfogalmazás eredetét és a szerzői jogokat jelzi, nem szolgál a cikkben szereplő információk forrásmegjelöléseként.